# Martine Primat
Martine Primat est une milliardaire française, domiciliée à Genève.

## Biographie
Elle se marie le 17 octobre 1972 avec Didier Primat, décédé en 2008, dont elle aura huit enfants.
Didier Primat (1944-2008) est l'un des deux fils de Françoise Schlumberger (1917-1998), elle-même dernière des trois enfants de Marcel Schlumberger, l'un des deux frères qui ont créé la multinationale Schlumberger ainsi que la CGG.
Lors de la création de l'ISF en 1981, la famille s'exile à Genève, où Françoise Schlumberger se domicilie également. Ils peuvent ainsi échapper aux impôts français, y compris l'impôt de succession qui était alors de 40 %.
Elle fait du mécénat, via la Fondation Didier et Martine Primat. Sa fille aînée, Bérengère Primat, fait du mécénat via la Fondation Opale.

## Fortune
Selon Challenges, la fortune de Martine Primat et de ses enfants serait de 2 milliards d'euros en 2020 ainsi qu'en 2021. Elle est ainsi classée 49e fortune française et 6e femme française la plus riche en 2020, et 53e en 2021. Sa fortune professionnelle a légèrement diminué depuis 2015 où, avec 2,25 milliards d'euros, elle était classée 28e fortune française.
Elle est notamment propriétaire du domaine Primland en Virginie (États-Unis). Des sociétés offshore implantées aux îles Vierges britanniques lui appartiennent.